# Sơn Ca (băng nhạc)
Băng nhạc Sơn Ca là một chương trình nghệ thuật của nhạc sĩ Phượng Linh (tức Nguyễn Văn Đông) được phát hành từ 1971 đến 1975 tại Sài Gòn, Việt Nam Cộng hòa dưới dạng băng magnetophon và băng cassette. Chương trình này gồm tất cả 10 băng nhạc, đánh số từ 1 đến 11 nhưng không có băng số 4. Các giọng ca nổi tiếng được hãng dĩa hát Sơn Ca thu âm băng riêng ca sĩ có Phương Dung, Giao Linh, Khánh Ly, Sơn Ca, Lệ Thu và Thái Thanh.

## Lịch sử
Hãng dĩa hát Sơn Ca là một công ty ghi âm và phát hành âm nhạc do doanh nhân có tiếng ở Sài Gòn, Việt Nam Cộng hòa là Huỳnh Văn Tứ và nhạc sĩ Nguyễn Văn Đông đồng sáng lập vào cuối năm 1967, có biểu trưng là hình con chim hót đậu trên quả địa cầu, kinh doanh sản phẩm tại quầy 116, thương xá TAX. Thể loại âm nhạc đa dạng từ nhạc vàng đến tân cổ giao duyên. Ngoài việc thu âm và phát hành dĩa hát, từ năm 1971 trở đi hãng này cho ra đời loạt băng nhạc dưới hình thức băng magnetophon (thời này còn gọi đơn giản là "băng lớn") và băng cassette, gọi chung là băng nhạc Sơn Ca. 
Băng nhạc Sơn Ca gồm tất cả 10 băng được đánh số từ 1 đến 11 nhưng không có băng số 4. Mở đầu và kết thúc băng thường là đoạn nhạc hiệu độc đáo "Sơn Ca, Sơn Ca, Sơn Ca" do Nguyễn Văn Đông soạn, Lê Văn Thiện phối khí, với lời giới thiệu và tạm biệt do nữ xướng ngôn viên tên Hiền diễn đọc. Nội dung băng là những ca khúc có thể được tạm xếp vào các thể loại là nhạc vàng, tình khúc 1954-1975, nhạc tiền chiến và hiếm hoi là một vài ca khúc nhạc nước ngoài lời Việt. Mỗi băng có từ 17 đến 20 bài hát (thường là 18) của nhiều tác giả, riêng băng Sơn Ca 7 đặc biệt dành riêng cho các sáng tác của nhạc sĩ Trịnh Công Sơn. 
Hai năm đầu 1971-1972, hãng phát hành ba băng nhạc theo chủ đề, quy tụ nhiều giọng ca thượng thặng đương thời. Từ băng Sơn Ca 5 trở đi, hãng chuyển hướng làm băng đơn ca, mỗi băng một ca sĩ, khởi màn là ca sĩ Phương Dung và đây cũng là giọng ca duy nhất mà hãng Sơn Ca làm nhiều hơn một băng đơn ca. Băng Sơn Ca 6 là băng đơn ca đầu tiên của Giao Linh - một trong hai học trò nổi tiếng của Nguyễn Văn Đông bên cạnh ca sĩ Thanh Tuyền. Băng Sơn Ca 10 có sự cộng tác của danh ca Thái Thanh và ban hợp ca nổi tiếng nhất thời bấy giờ là ban Thăng Long. Việc làm băng đơn ca riêng cho từng ca sĩ, được nhìn nhận là ý tưởng tiên phong, mới mẻ, mở đầu xu hướng cho nhiều băng khác về sau, trong bối cảnh các băng nhạc đương thời phần lớn là băng tổng hợp nhiều ca sĩ.
Chuỗi băng nhạc Sơn Ca được phát hành liên tục cho đến khi hãng dĩa Sơn Ca chấm dứt tồn tại từ sau sự kiện 30 tháng 4 năm 1975. Băng nhạc cuối cùng là Sơn Ca 11 thực tế không kịp phát hành tại Việt Nam dù công việc hậu kỳ đã xong từ cuối năm 1974. Sau này, ông chủ Tứ đi định cư Pháp, hành trang mang theo bản thu gốc của Sơn Ca 11 rồi giao lại cho Thúy Nga Paris phát hành chỉ dưới hình thức cassette.
Riêng về Sơn Ca 4, nhạc sĩ Nguyễn Văn Đông cho biết băng này có bài hát của nhạc sĩ Trịnh Công Sơn, không được cơ quan kiểm duyệt của Việt Nam Cộng hòa cấp phép. Có người nhầm lẫn Sơn Ca 4 với một băng cassette khác mang tên Chương trình nhạc tuyển Sơn Ca 4: Đưa em vào hạ được thực hiện tại California, Hoa Kỳ vào thập niên 1980, vốn dĩ nằm trong chuỗi băng do ca sĩ Sơn Ca thực hiện theo nghệ danh của bà và không có mối liên quan nào với hãng dĩa hát Sơn Ca. Tại hải ngoại, băng Sơn Ca được một số cơ sở phát hành băng nhạc in sang lại đều ở hình thức cassette.

## Danh sách băng và nội dung

##### Sơn Ca 1: Những chuyến đi mùa ly loạn(1971)
| Mặt A 1. Kỷ niệm xa bay (Nguyễn Vũ) - Anh Khoa & Thanh Lan 2. Nhìn nhau lần cuối (Anh Thái) - Elvis Phương 3. Kể từ đêm đó (Hoàng Trang & Ngọc Sơn) - Thanh Thúy 4. Đường nào em đi (Hoàng Nguyên) - Lệ Thu 5. Thoáng giấc mơ qua (Nguyễn Vũ) - Anh Khoa & Thanh Lan 6. Còn gì nữa đâu (Phạm Duy) - Khánh Ly 7. Đêm tâm giao (Trầm Uyên Khanh) - Giao Linh 8. Dạ sầu (Phượng Linh) - Thanh Lan 9. Ga chiều phố nhỏ (Nguyễn Vũ) - Anh Khoa | Mặt B 1. Sao rơi trên biển (Nguyễn Vũ) - Anh Khoa & Thanh Lan 2. Đi tìm kỷ niệm (Anh Thái) - Elvis Phương 3. Lời giã biệt (Phượng Linh) - Thanh Thúy 4. Đường em đi (Phạm Duy) - Lệ Thu 5. Một loài chim biển (Nguyễn Vũ) - Anh Khoa & Hoàng Oanh 6. Tình đã bay cao (Nguyên Lãng) - Khánh Ly 7. Trở về bến mơ (Ngọc Bích) - Sĩ Phú 8. Bóng chiều xưa (nhạc Dương Thiệu Tước, lời Minh Trang) - Thanh Lan 9. Tôi trở về thành phố (nhạc Y Vân, thơ Hoàng Huy) - Tam ca Sao Băng (Thanh Phong, Phương Đại & Duy Mỹ) |

#### Sơn Ca 2: Xuân 72 - Xuân hạnh phúc, xuân nhớ nhau(1972)
| Mặt A 1. Xuân về trên non sông Việt Nam (Văn Phụng) - Đức Minh 2. Hái lộc đầu năm (Triết Giang & Ngọc Sơn) - Thanh Tuyền 3. Chuyện những người yêu nhau (Đài Phương Trang) - Connie Kim 4. Ước nguyện đầu xuân (Hoàng Trang) - Giao Linh 5. Ly rượu mừng (Phạm Đình Chương) - Đức Minh & Giao Linh 6. Đầu năm đi lễ (Ngọc Sơn & Kim Long) - Hà Thanh 7. Tình xuân (Tuấn Hải) - Connie Kim 8. Mùa xuân của chúng mình (Lê Kim Khánh) - Hoàng Oanh 9. Nhớ một chiều xuân (Nguyễn Văn Đông) - Anh Khoa 10. Ước mộng đôi ta (Phạm Vũ Anh Tứ) - Phương Đại & Thanh Tuyền | Mặt B 1. Gió mùa xuân tới (Hoàng Trọng) - Đức Minh 2. Hải ngoại thương ca (Nguyễn Văn Đông) - Anh Khoa 3. Mùa xuân yêu em (nhạc Phạm Duy, thơ Đỗ Quý Toàn) - Lệ Thu 4. Xin đừng trách anh (Phượng Linh) - Hùng Cường 5. Anh (Nguyễn Văn Đông) - Khánh Ly 6. Mùa xuân trong thư em (Viễn Chinh) - Chế Linh 7. Phiên gác đêm xuân (Vì Dân) - Thanh Tuyền 8. Dáng xuân xưa (Phượng Linh) - Anh Khoa 9. Trích đoạn cuối tân cổ giao duyên "Hái lộc đầu năm" (tân nhạc: Triết Giang & Ngọc Sơn, vọng cổ: Đông Phương Tử) - Ngọc Giàu 10. Khúc hát mừng xuân (Văn Phụng) - Đức Minh |

#### Sơn Ca 3: Mừng Giáng Sinh – Tình yêu và thanh bình(1972)
| Mặt A 1. Đêm thánh vô cùng (nhạc Áo "Stille Nacht" của Franz Xaver Gruber, lời Việt Nguyễn Văn Đông) - Hoàng Oanh 2. Bài thánh ca buồn (Nguyễn Vũ) - Thái Châu 3. Xin Chúa thấu lòng con (Nguyễn Văn Đông) - Thanh Lan 4. Cao cung lên (Hoài Đức & Nguyễn Khắc Xuyên) - Thái Thanh, Sĩ Phú & Anh Khoa 5. Hồi chuông nửa đêm (nhạc Mỹ "Jingle Bells" của James Lord Pierpont, lời Việt Phượng Linh) - Connie Kim 6. Mừng Chúa ra đời (Tô Thanh Tùng) - Sĩ Phú 7. Ave Maria (nhạc Franz Schubert, lời Việt Nguyễn Văn Đông) - Thái Thanh 8. Tình người ngoại đạo (Thùy Linh) - Anh Khoa 9. Đêm thánh huy hoàng (Nguyễn Văn Đông) - Khánh Ly | Mặt B 1. Mùa sao sáng (Nguyễn Văn Đông) - Giao Linh 2. Nửa đêm khấn hứa (Tuấn Hải) - Hà Thanh 3. Hai mùa Noel (Đài Phương Trang) - Anh Khoa 4. Màu xanh Noel (Hoài Phương) - Lệ Thu 5. Mùa hoa tuyết (Xuân Điềm) - Uyên Phương 6. Đêm kỷ niệm (Nguyễn Vũ) - Thanh Tuyền & Thanh Vũ 7. Lời con xin Chúa (Lê Kim Khánh) - Thanh Lan 8. Bóng nhỏ giáo đường (Phượng Linh) - Giao Linh 9. Dư âm mùa Giáng Sinh (Ngân Giang) - Khánh Ly |

#### Sơn Ca 5: Phương Dung
| Mặt A 1. Khúc hát ân tình (Xuân Tiên & Song Hương) 2. Nỗi buồn gác trọ (nhạc Hoài Linh, lời Mạnh Phát) 3. Hận Đồ Bàn (Xuân Tiên & Lữ Liên) 4. Thương về mùa đông biên giới (Phượng Linh) 5. Tà áo cưới (Hoàng Thi Thơ) 6. Đừng nói với anh (Hoàng Thi Thơ) 7. Nếu ta đừng quen nhau (Huỳnh Anh) 8. Những đóm mắt hoả châu (Hàn Châu) 9. Mùa xuân trên cao (Trầm Tử Thiêng) | Mặt B 1. Lẻ bóng (Lê Dinh & Anh Bằng) 2. Trước giờ tạm biệt (Hoài An) 3. Hoa nở về đêm (Mạnh Phát) 4. Đố ai? (Phạm Duy) 5. Về đâu mái tóc người thương? (Hoài Linh & Mạnh Phát) 6. Kể chuyện trong đêm (Hoàng Trang) 7. Cay đắng tình đời (Phượng Linh) 8. Hoa soan bên thềm cũ (Tuấn Khanh) 9. Nhớ người thương binh (Phạm Duy) |

#### Sơn Ca 6: Giao Linh
| Mặt A 1. Nhớ một người (Hoài Linh & Mạnh Phát) 2. Chiều tha hương (nhạc Hoàng Trọng, lời Quách Đàm) 3. Bóng nhỏ đường chiều (Trúc Phương) 4. Tan tác (Tu My) 5. Sầu gieo cung oán (Lê Bình) 6. Thà đừng quen nhau (Tấn An) 7. Chuyến tàu hoàng hôn (nhạc Minh Kỳ, lời Hoài Linh) 8. Giấc ngủ cô đơn (Anh Bằng & Lê Dinh) 9. Tiễn người đi (Lam Phương) | Mặt B 1. Ngày trở về (Phạm Duy) 2. Niềm đau dĩ vãng (Phượng Linh) 3. Hai lối mộng (Trúc Phương) 4. Ngày em hai mươi tuổi (Phạm Duy) 5. Chiều mưa biên giới (Vì Dân) 6. Ai về sông Tương (Thông Đạt) 7. Qua xóm nhỏ (Mạnh Phát) 8. Tình anh lính chiến (Lam Phương) 9. Sầu lẻ bóng (Anh Bằng) |

#### Sơn Ca 7:Khánh Lyvà những tình khúc của Trịnh Công Sơn(1974)
| Mặt A 1. Tuổi đá buồn 2. Tình nhớ 3. Tình sầu 4. Nhìn những mùa thu đi 5. Cát bụi 6. Cho một người vừa nằm xuống 7. Thương một người 8. Tình xa | Mặt B 1. Như cánh vạc bay 2. Biển nhớ 3. Ru em từng ngón xuân nồng 4. Nối vòng tay lớn 5. Diễm xưa 6. Ướt mi 7. Gọi tên bốn mùa 8. Hạ trắng 9. Nghe những tàn phai |

#### Sơn Ca 8: Tiếng hátSơn Ca(1974)
| Mặt A 1. Hòn vọng phu I: Đoàn người ra đi (Lê Thương) 2. Ngày xưa Hoàng Thị (nhạc Phạm Duy, thơ Phạm Thiên Thư) 3. Mưa Sài Gòn, mưa Hà Nội (nhạc Phạm Đình Chương, thơ Hoàng Anh Tuấn) 4. Bây giờ tháng mấy? (Từ Công Phụng) 5. Nắng chiều (Lê Trọng Nguyễn) 6. Mùa thu cho em (Ngô Thụy Miên & Thụy Anh) 7. Màu kỷ niệm (nhạc Phạm Đình Chương, thơ Nguyên Sa) 8. Anh đi chiến dịch (Phạm Đình Chương) 9. Hòn vọng phu II: Ai xuôi vạn lý (Lê Thương) | Mặt B 1. Lệ đá (nhạc Trần Trịnh, lời Hà Huyền Chi) 2. Tình khúc cho em (Lê Uyên Phương) 3. Đèn đêm phố nhỏ (Tấn An & Hoài Linh) 4. Ngày đó chúng mình (Phạm Duy) 5. Đường xưa lối cũ (Hoàng Thi Thơ) 6. Khi đã yêu (Phượng Linh) 7. Chiều cuối tuần (Trúc Phương) 8. Mộng dưới hoa (nhạc Phạm Đình Chương, thơ Đinh Hùng) 9. Hòn vọng phu III: Người chinh phu về (Lê Thương) |

#### Sơn Ca 9:Lệ Thuvà những tình khúc tiền chiến(1974)
| Mặt A 1. Đêm đông (nhạc Nguyễn Văn Thương, lời Nguyễn Văn Thương & Kim Minh) 2. Thuyền viễn xứ (nhạc Phạm Duy, thơ Huyền Chi) 3. Gửi gió cho mây ngàn bay (Đoàn Chuẩn & Từ Linh) 4. Bóng chiều tà (Nhật Bằng) 5. Kiếp nào có yêu nhau (nhạc Phạm Duy, thơ Hoài Trinh) 6. Gợi giấc mơ xưa (Lê Hoàng Long) 7. Lá đổ muôn chiều (Đoàn Chuẩn & Từ Linh) 8. Rồi mai tôi đưa em (Trường Sa) 9. Còn chút gì để nhớ (nhạc Phạm Duy, thơ Vũ Hữu Định) | Mặt B 1. Ngăn cách (Y Vân) 2. Xin còn gọi tên nhau (Trường Sa) 3. Lá thư (Đoàn Chuẩn & Từ Linh) 4. Hận ly hương (Anh Hoa & Ngọc Long) 5. Tình khúc thứ nhất (nhạc Vũ Thành An, thơ Nguyễn Đình Toàn) 6. Người về (Phạm Duy) 7. Bao giờ biết tương tư (Phạm Duy & Ngọc Chánh) 8. Tà áo xanh (Đoàn Chuẩn & Từ Linh) |

#### Sơn Ca 10: Tiếng hát Thái Thanh và ban hợp ca Thăng Long(1975)
| Mặt A 1. Các anh đi (nhạc Văn Phụng, thơ Hoàng Trung Thông) - Thái Thanh 2. Nhớ người ra đi (Phạm Duy) - Thái Thanh 3. Sáng rừng (Phạm Đình Chương) - Ban Thăng Long 4. Về mái nhà xưa (Nguyễn Văn Đông) - Thái Thanh 5. Những bước chân âm thầm (nhạc Y Vân, thơ Kim Tuấn) - Ban Thăng Long 6. Đêm ngắn tình dài (Dương Thiệu Tước) - Thái Thanh 7. Giã từ đêm mưa (Văn Phụng) - Ban Thăng Long 8. Hoài cảm (Cung Tiến) - Thái Thanh 9. Xóm đêm (Phạm Đình Chương) - Ban Thăng Long | Mặt B 1. Tình ca (Phạm Duy) - Thái Thanh 2. Sang ngang (Đỗ Lễ) - Thái Thanh 3. Khúc nhạc ly hương (Lâm Tuyền) - Thái Thanh 4. Hội trùng dương: Phần thứ nhất - Tiếng sông Hồng (Phạm Đình Chương) - Ban Thăng Long 5. Hội trùng dương: Phần thứ hai - Tiếng sông Hương (Phạm Đình Chương) - Ban Thăng Long 6. Hội trùng dương: Phần thứ ba - Tiếng Cửu Long (Phạm Đình Chương) - Ban Thăng Long 7. Mấy dặm sơn khê (Nguyễn Văn Đông) - Thái Thanh 8. Hẹn hò (Phạm Duy) - Thái Thanh 9. Bài hương ca vô tận (Trầm Tử Thiêng) - Thái Thanh |

#### Sơn Ca 11: Tiếng hát Phương Dung
| Mặt A 1. Vòng tay giữ trọn ân tình (Đỗ Kim Bảng & Y Vân) 2. Thu tím lá vàng (Vân Tùng) 3. Bao giờ quên (Hoài Linh) 4. Nửa đêm thức giấc (Lê Mộng Bảo) 5. Chiếc bóng công viên (Phượng Linh) 6. Chiều tưởng nhớ (nhạc Lan Đài, thơ Hoàng Hương Trang) 7. Vọng gác đêm sương (Mạnh Phát) 8. Đường về khuya (Minh Kỳ & Lê Dinh) 9. Hai mùa mưa (Mạc Phong Linh & Mai Thiết Lĩnh) | Mặt B 1. Hoàng hôn trong đáy mắt (Lan Đài) 2. Kiếp cầm ca (Huỳnh Anh) 3. Lời giã biệt (Phượng Linh) 4. Mưa buồn (nhạc Minh Kỳ, lời Hoài Linh) 5. Đêm không trăng sao (Mạnh Phát) 6. Bảy ngàn đêm góp lại (Trầm Tử Thiêng) 7. Còn thương nhau hoài (nhạc Trúc Sơn, lời Kim Tuấn) 8. Cho người vào cuộc chiến (Phan Trần) 9. Không bao giờ quên anh (Hoàng Trang) |